# Emmanuelle Wargon
Emmanuelle Wargon, de soltera, Emmanuelle Stoléru, (Neuilly-sur-Seine, 24 de febrero de 1971) es una alta funcionaria, lobbista y política francesa.
Después de haber ocupado diferentes puestos administrativos en el ministerio de Salud, entró en el Grupo Danone en calidad de directora de comunicación y de asuntos públicos, lo que le ha llevado a ejercer actividades de lobbista industrial, entre otros sobre temas ambientales.
El 16 de octubre de 2018, fue nombrada Secretaria de Estado del Ministerio de Ecología, Desarrollo Sostenible, Transporte y Vivienda.
Entre julio de 2020 y mayo de 2022, fue ministra encargada de vivienda en el gobierno de Jean Castex.
De 2021 a 2022 fue presidenta del consejo nacional de Territorios de Progreso, el partido socialdemócrata de mayoría presidencial.
Derrotada en las elecciones legislativas de junio de 2022, fue nombrada jefa de la Comisión Reguladora de Energía por decreto presidencial en agosto del mismo año.

## Primeros años
Hija única del también político, Lionel Stoléru (1937-2016) y su esposa Francine Wolff (1944-2009). Su padre era politécnico, profesor de economía y secretario de Estado de 1976 a 1981 bajo la presidencia de Valéry Giscard d'Estaing y luego de 1988 a 1991 bajo la segunda presidencia de François Mitterrand. Su madre fue "enarca" y administradora de la ciudad de París.
Casada con Mathias Wargon, jefe de urgencias del centro hospitalario Delafontaine, en Saint-Denis, tiene tres hijos, nacidos entre 1998 y 2004.

## Formación académica
Después de finalizar sus estudios secundarios en el Lycée Molière de París, se graduó en la Escuela de Estudios Superiores de Comercio, en el Instituto de Estudios Políticos de París y en la Escuela Nacional de Administración, en la misma promoción que la del ex Primer Ministro Édouard Philippe.

## Trayectoria profesional

### Función pública
Comenzó su carrera profesional en 1997 como auditora del Tribunal de Cuentas, antes de convertirse, en 1999, en ponente ante las comisiones de ética.
Nombrada en 2001 asesora técnica de Bernard Kouchner, Ministro de Sanidad, en 2002 se incorporó a la Agencia Nacional para la Seguridad de Medicamentos y Productos Sanitarios como adjunta del director general.
De 2007 a 2010 fue jefa de gabinete de Martin Hirsch, entonces Alto Comisionado para la Solidaridad Activa contra la Pobreza durante el segundo gobierno de François Fillon. Luego fue secretaria general de los ministerios sociales (Salud, Trabajo, Deporte) hasta 2012, y después, delegada general de Formación Profesional y Empleo en el Ministerio de Trabajo de 2012 a 2015.

### Danone
Durante un periodo dejó la función pública en 2015 para incorporarse a la multinacional Danone.
Fue “directora de comunicación y asuntos públicos”, es decir una lobbista encargada de defender los intereses de Danone ante las autoridades públicas. Intervino en particular en defensa del uso alimenticio del aceite de palma.

### Secretaria de estado
El 16 de octubre de 2018, durante la reorganización del segundo Gobierno de Édouard Philippe, mientras Emmanuelle todavía trabajaba en Danone, fue nombrada Secretaria de Estado de Ecología del Ministerio de Transición Ecológica e Inclusiva, con François de Rugy al frente, donde sucedió a Sébastien Lecornu.
Este último, ascendido a Ministro de Entidades Locales, se encargó en particular de las cuestiones energéticas.
El 14 de enero de 2019, fue designada junto con Sébastien Lecornu para dirigir el “gran debate nacional”, organizado para salir de la crisis provocada por el movimiento de los chalecos amarillos.

### Ministra de Vivienda
El 6 de julio de 2020, fue nombrada Ministra Delegada encargada de Vivienda bajo la ministra de Transición Ecológica Barbara Pompili en el gobierno de Jean Castex.
Durante las elecciones regionales de 2021 en Isla de Francia, se presentó en la lista de Laurent Saint-Martin en el departamento de Val-de-Marne, quedando en quinta posición con el 11,6% de los votos.
El 5 de mayo de 2022, anuncia que es candidata a las elecciones legislativas de junio en la octava circunscripción de Val-de-Marne en las listas de la coalición Ensemble (LREM). Fue eliminada en la primera ronda, quedándose en la tercera posición.

### Comisión Reguladora de Energía
El 21 de julio de 2022, es propuesta por el Elíseo para presidir la Comisión Reguladora de Energía (CRE, organismo responsable de garantizar el buen funcionamiento de los mercados del gas y la electricidad). Esta propuesta de nombramiento debe ser aprobada por la Asamblea Nacional y el Senado. Una mayoría de parlamentarios se opuso a esta designación pero sin alcanzar la mayoría cualificada, es decir, "al menos tres quintos de los votos emitidos", necesaria para anularla. Fue nombrada oficialmente el 17 de agosto de 2022.

## Controversias

### Sobre la posibilidad de conflictos de intereses
Numerosos periódicos destacan su condición de “ex jefe de lobby” en materia medioambiental del grupo Danone, lo que la llevó a defender el aceite de palma o los organismos genéticamente modificados, lo que cuestiona el poder de los lobbies denunciados por Nicolas Hulot tras su dimisión en agosto de 2018.
Su Ministro, François de Rugy, indicó que "lo que sería embarazoso sería si ella dijera hoy, como Secretaria de Estado, «vamos a desarrollar el aceite de palma en Francia», cuando no es nuestra política”. Señaló que su condición de ex representante de intereses es una “fuerza” de la ambición ecológica del ministerio. Subrayó “[que es] una mujer libre y una alta funcionaria comprometida con el interés general”. Ella declaró: “Me haré a un lado si me encuentro en una situación de conflicto de intereses”.
Además, esta sucesión de altas funciones público-privadas-públicas es nuevamente criticada como un caso de "puerta giratoria", como el de su colega en el Ministerio de Transición Ecológica e Inclusiva, Brune Poirson anteriormente empleada en Veolia.

### Críticas a los chalés individuales
En octubre de 2021, como ministra de Vivienda, Emmanuelle Wargon dijo que los chalés individuales, favorecidos por los hogares franceses, se han convertido en un “disparate ecológico, económico y social” y, en cambio, defiende los “chalés adosados agrupados”. Esta afirmación provocó críticas, y algunos señalaron que ella misma es propietaria de un chalé de 150 m² en una “zona elegante” de Val-de-Marne. En reacción, la ministra denunció una “caricatura” hecha de sus declaraciones.

## Membresía
El 22 de noviembre de 2015, fue nombrada con el rango de Dama de la Orden Nacional del Mérito.
El 29 de diciembre de 2022, fue nombrada con el rango de Dama en la orden nacional de la Legión de Honor.